# Batalha de Varaville
A batalha de Varaville foi uma batalha travada em 1057 por Guilherme, duque da Normandia, contra o rei Henrique I de França e o conde Godofredo Martel de Anjou.
Em agosto de 1057, o rei Henrique e o conde Godofredo invadiram a Normandia em uma campanha que visava Bayeux e Caen. O tamanho de seu exército e sua composição são desconhecidos. Eles chegaram pela primeira vez na região de Hiemois na Normandia e começaram a invadir e saquear em direção às duas cidades. O duque Guilherme, que parecia estar relutante em se opor ao seu suserano diretamente, reuniu um grande exército em Falaise, mas não tomou nenhuma outra ação além de manter batedores para relatar os movimentos das forças invasoras. Quando os invasores chegaram a um vau sobre o estuário do rio Dives perto de Varaville, eles começaram a atravessar, mas quando a maré entrou, a travessia tinha sido apenas parcialmente concluída, deixando a divisão do exército em dois. Guilherme aproveitou a oportunidade e atacou a metade do exército invasor que ainda não havia cruzado. Relatórios posteriores de cronistas transformaram a batalha em um massacre, mas os escritores contemporâneos mal notaram isso. Os historiadores modernos têm elogiado o generalato do duque durante a batalha, com David Bates observando a batalha como um exemplo do hábito de Guilherme de surpreender seus inimigos com movimentos inesperados.
O efeito principal foi a rápida retirada dos invasores da Normandia. A batalha também marcou o fim da última invasão da Normandia durante a vida do duque Guilherme. Depois da retirada de Henrique e Godofredo, Guilherme foi capaz de estender sua influência fora de suas terras normandas, aumentando seu poder no Maine, nos anos 1057 até o fim de 1060. Outros resultados incluíram o bispo Ivo de Séez mudando de uma aliança angevina para normanda.
No ano seguinte, em 1058, Guilherme invadiu terras do rei Henrique I e recuperou o castelo em Tillières, que havia sido perdido pelos normandos durante a minoridade de Guilherme.